# Radiofréquence
Cet article court présente un sujet plus développé dans : Onde radio.
Pour les articles homonymes, voir fréquence (homonymie).
Une radiofréquence (souvent abrégée en RF) désigne une fréquence d'onde électromagnétique située entre 3 kHz et 300 GHz (entre 3 × 103 et 3 × 1011 Hz), ce qui inclut les fréquences utilisées par différents moyens de radiocommunication, notamment la téléphonie mobile, le Wi-Fi ou la radiodiffusion, ainsi que des signaux destinés à d'autres usages comme les radars ou les fours à micro-ondes. Les ondes utilisant de telles fréquences sont les ondes radio (par métonymie, on appelle parfois radiofréquences ces ondes radio). 
L'électronique dédiée au traitement des signaux RF constitue un domaine bien particulier de l'électronique qui couvre à la fois l'émission et la réception de ces signaux par des antennes et leur traitement analogique et/ou numérique mais aussi la conception physique des circuits, une particularité des ondes RF étant en effet de se propager à la fois dans les milieux conducteurs (câbles, composants, etc.) mais aussi dans l'espace environnant.